# Monte Berlin
O monte Berlin é o sexto mais alto vulcão na Antártida, estando localizado 16 km a oeste do Monte Moulton na Terra de Marie Byrd próximo à costa ocidental do Mar de Ross. É composto de dois vulcões de escudo fundidos: o pico Marren e a cratera Berlin. A estrutura vulcânica é considerada ativa, como fumarolas fumegantes tem sido observada próximo à borda das caldeiras do norte e do oeste, produzindo torres de gelo com fumarolas.

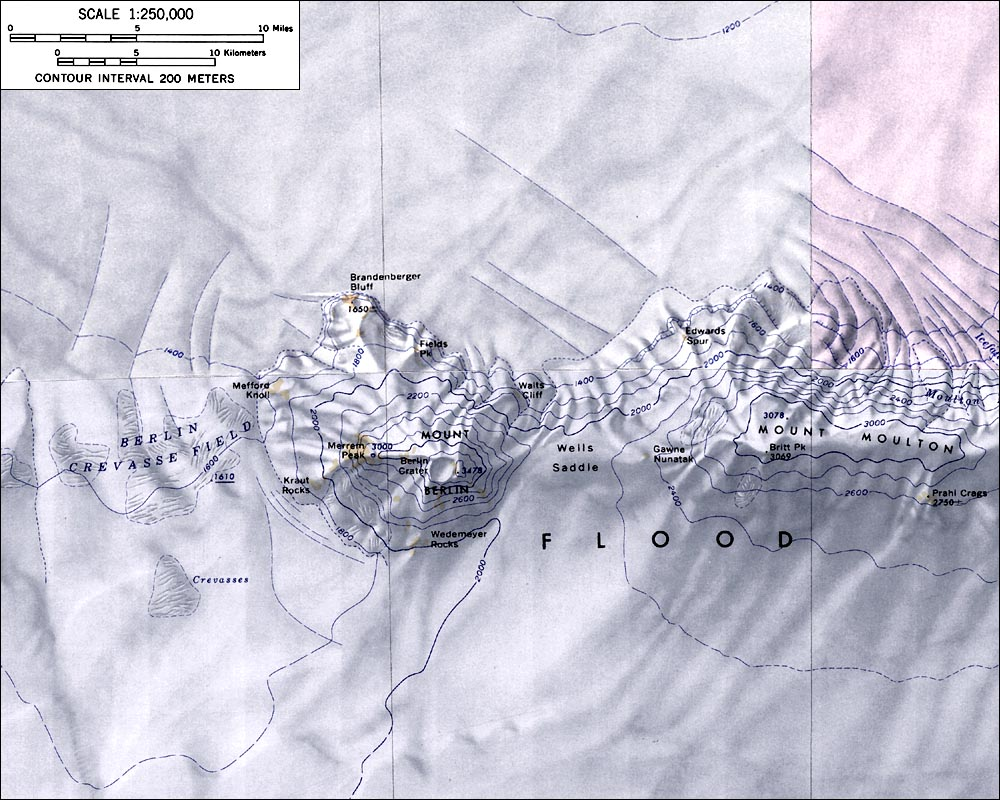
Mapa topográfico dos Montes Moulton e Berlin (escala 1:250000)

Descoberto pela Expedição Antártica Byrd em voos para o nordeste e para o leste da Pequena América em novembro a dezembro de 1934. Foi batizado como "Monte Hal Flood" por Byrd, mas o nome Flood é agora aplicado à toda cordilheira de montanhas do qual este é uma parte. Foi batizado pelo US-SCAN e recebeu o nome de Leonard M. Berlin, líder do partido USAS, que andou de trenó até esta montanha em dezembro de 1940.